# ولفگانگ ریم
ولفگانگ ریم (آلمانی: Wolfgang Rihm؛ ‏ آلمانی: [ˈvɔlfɡaŋ ˈʁiːm] ؛ ‏ زادهٔ ۱۳ مارس ۱۹۵۲ - درگذشتهٔ ۲۷ ژوئیه ۲۰۲۴) آهنگساز و مدرس موسیقی اهل آلمان بود.
او رئیس «دانشگاه موسیقی کارلسروهه» و یکی از آهنگسازان دائمی «جشنواره لوسرن» و «جشنواره زالتسبورگ» بود.
ولفگانگ ریم در سال ۲۰۰۱ میلادی موفق به دریافت «نشان لیاقت هنر و ادبیات» فرانسه شد و در سال ۲۰۱۵ میلادی نیز دانشگاه لویی‌ویل، «جایزهٔ گرامایر» را به او اهدا کرد.